# Anomoia amamioshimaensis
Anomoia amamioshimaensis är en tvåvingeart som först beskrevs av Tokuichi Shiraki 1968.  Anomoia amamioshimaensis ingår i släktet Anomoia och familjen borrflugor. Inga underarter finns listade i Catalogue of Life.